# Elophos vallesiaria
Elophos vallesiaria är en fjärilsart som beskrevs av Eugen Wehrli 1920. Elophos vallesiaria ingår i släktet Elophos och familjen mätare. Inga underarter finns listade i Catalogue of Life.